# César Franck

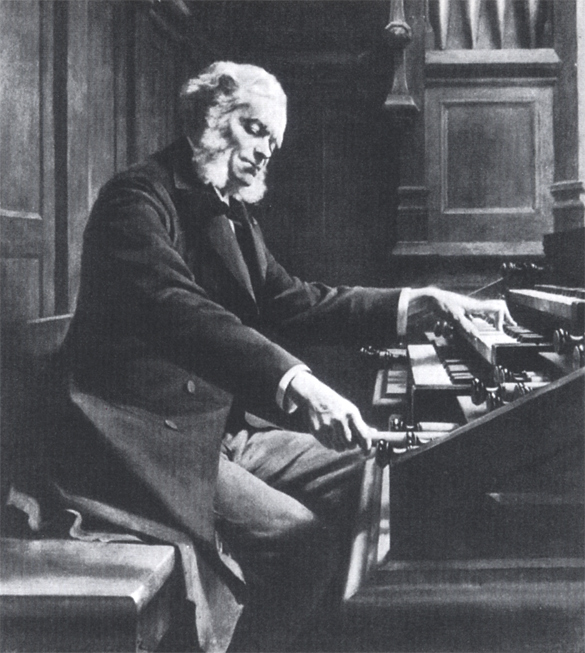
César Franck az orgonánál

César Auguste Jean Guillaume Hubert Franck (Liège, 1822. december 10. – Párizs, 1890. november 8.) zeneszerző, orgonaművész és zenetanár. Belga és német család leszármazottja, Franciaországban élt a 19. század második felében. A romantikus zene nagy alakjai közé tartozik.

## Élettörténet
Apja a német-belga határterületről származott, anyja német volt. Apja ambiciózusan irányította a testvéreket a koncertzongorista pálya felé. A liège-i konzervatóriumban tanult, majd egy évig Anton Reicha magánóráin vett részt. A kor híres zenetanára Liszt Ferencet, Hector Berliozt és Charles Gounod-t is oktatta. 1838-ban Franck a párizsi Conservatoire hallgatója lett. Ezt elvégezve, 1842-ben rövid időre visszatért Belgiumba, de 1844-ben Párizsba költözött és élete hátralevő részében ott élt. Úgy döntött, hogy végleg feladja koncertvirtuóz karrierjét, ez a döntése feszültté tette kapcsolatát apjával. 
Párizsban töltött első évében magán- és iskolai oktatásból élt. A legkülönbözőbb orgonista pozíciókat töltötte be: 
1847 és 1851 között a Notre Dame de Lorette, 1851 és 1858 között a Saint Jean és St. François templom orgonistája.
Ez idő alatt ismerkedett meg Aristide Cavaillé-Coll-lal, a híres francia orgonaépítővel. Ugyanekkor az orgonajáték és az improvizáció terén fejlesztette technikáját.
1858-ban az újonnan felszentelt Saint Clotilde Basilica orgonistája lett. Ezt a pozíciót egészen haláláig betöltötte. Itt hívta fel magára a figyelmet improvizatív tehetségével. Első orgonaműveit 1868-ig nem publikálták, jóllehet legszebb zenedarabjai közé tartoznak (Grande Piéce Symphonique). 1872-től haláláig a párizsi konzervatórium orgonaprofesszora volt. Olyan nagy neveket találunk hallgatói közt mint Vincent d’Indy, Ernest Chausson, Louis Vierne, vagy Henri Duparc. Tanítványai magukat csak mint „bande á Franck” titulálták. Vincent d’Indy 1894-ben megalapította a „Schola Cantorum”-ot, mely a „bande á Franck” céljait tette magáévá, a francia zene újabb fontos mérföldkövét rakva le ezzel. Az iskola nem csak zeneszerzőket oktatott, de olyan, rég elfeledett szerzők műveit elevenítette fel, mint Monteverdi, Rameau, Bach vagy Gluck.
1886-ban megválasztották a „Société nationale de Musique” elnökévé. Ez az egylet az új francia műveket patronálni volt hivatott. A pozíció azonban konfrontációt hozott Franckkal és követőivel az egyik oldalon, valamint az egylet vezető elnökével, a konzervatív, illúziók nélküli Camille Saint-Saensszal a másik oldalon.
Orgonistaként az improvizáció mesterének tartják. Tizenkét nagy orgonaműve okán a legkiemelkedőbb orgonaművészek közé sorolják, közvetlenül J. S. Bach után. Munkái az évszázad legszebb francia orgonaművei, melyekkel megteremtette a francia szimfonikus orgonastílus alapjait. Különösen a Grande Pièce Symphonique, ez a 25 perces kis műve jelölte ki az utat az olyan orgonisták felé, mint Charles-Marie Widor, Louis Vierne, és Marcel Dupré. 
1890-ben súlyos balesetet szenvedett, egy lovas omnibusz ütötte el. Ekkor írta meg utolsó művét, a Három Korált Orgonára. Nem sokkal később, a baleset nyomán fellépő komplikációkban elhunyt. Sírja Párizsban, a Montparnasse dombon található.

## Stílusa
Műveire jellemző egyfajta ciklikus forma. Ilyen módon formál egységet több tételből, melyben a mű fő témái egy kezdőmotívumból fejlődnek ki. A zenei főtémák, bár végig kapcsolódnak egymáshoz, egy végső vonulatban kapnak összefoglalást. Gyakran komplex kontrapunktikus zenéje harmonikus nyelvezetet használ, mellyel a késő romantika prototípusa lesz. Zenéjén érezhető Liszt Ferenc és Richard Wagner hatása.
Kompozícióiban tehetségesen és előszeretettel alkalmaz gyakori, könnyed modulációkat. Jellemzően ezek a modulációs szekvenciák, melyeket váltó akkorddal vagy egy dallamfrázis inflekciójával ér el, végül harmóniailag távoli hangnemekbe érkeznek meg.
Modulálni! Folyton modulálni! - ez volt tanítványaihoz intézett leggyakoribb instrukciója. C. Franck modulációs stílusa és a dallamfrázisok inflekciójának idiomatikus módszere műveinek legismertebb jegye. Zenéjéhez a kulcs emberi természetében keresendő. Hangulatai mély és komoly vallásos érzelmeket sugároznak, gyakran örömteli, boldog vagy misztikus felhanggal, de soha sem könnyeden vagy humorosan.

## Fő művei
Szokatlan egy ilyen formátumú és reputációjú zeneszerzőtől, de Franck zeneszerzői híre egy kisebb kompozíciócsoportján alapszik, melyet későbbi éveiben alkotott meg. Különösen a d-moll szimfónia (1886-88), a Szimfonikus variációk, a Prelűd, korál és fúga szólózongorára (1884), az A-dúr szonáta hegedűre és zongorára (1886), és az f-moll zongorakvintett (1879). A szimfónia a fiatalabb francia zeneszerző generáció különös csodálatát vívta ki. Ennek a műnek köszönhető a francia szimfonikus tradíció sokéves hanyatlás utáni megújulása.
Legismertebb rövid darabjainak egyike a Panis Angelicus motetta, melyet eredetileg tenorszólóra írt orgona- és vonós segédlettel, de megírta ennek több verzióját is, további énekhang- és zeneszerszám-kombinációkra.

## Hatása
César Franck jelentősen befolyásolta kora zeneművészetét. Közrejátszott a kamarazene megújulásában, és feléledésében. A ciklikus forma széles körű használatát alakította ki. Claude Debussy és Maurice Ravel felelevenítette és felhasználta ezt a ciklicitást, bár az ő koncepciójuk már nem teljesen a Franck-féle forma.
César Franck nagy hatása személyiségében is keresendő. A legkiemelkedőbb humánum, az egyszerűség, a vallásos érzelem és a szorgalom embere volt.